# Erlenmeyerova baňka
Erlenmeyerova baňka (lidově erlenka) je druh chemického varného skla používaného v chemických a biologických laboratořích. Je to baňka s plochým, rozšířeným dnem, kónickými stěnami a zúženým hrdlem.

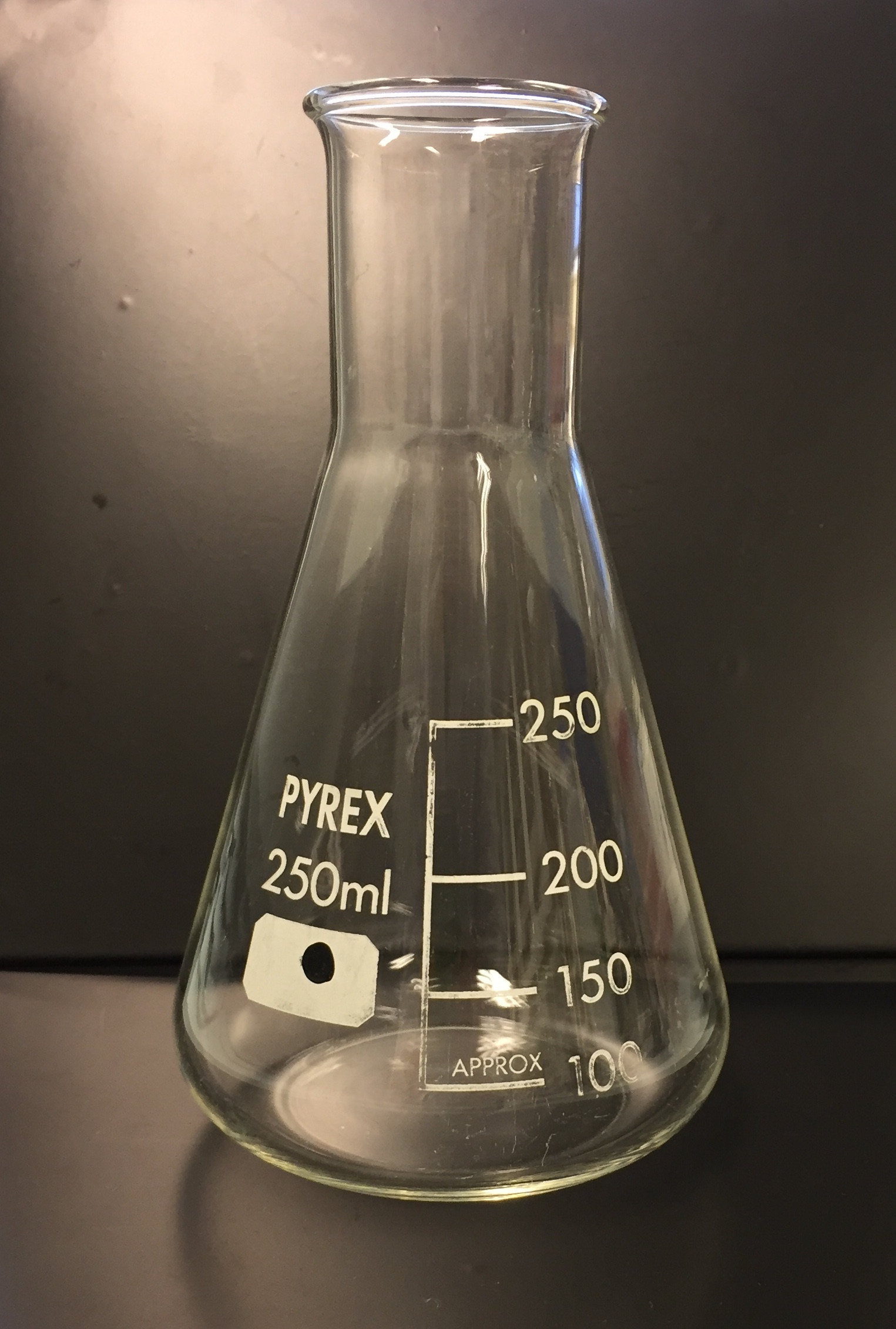
250ml Erlenmeyerova baňka

Vyrábí se z čirého varného skla a používá se k míšení chemikálií či ke kultivaci rostlinných explantátů. Existuje v mnoha velikostech, s kalibrací či bez kalibrace. Nese jméno německého chemika Emila Erlenmeyera, který ji v roce 1860 vytvořil.

## Použití

### V chemii
Díky kónickým stěnám a úzkému hrdlu lze Erlenmeyerovou baňkou kroužit s minimálním rizikem vylití jejího obsahu. Proto je baňka ideální pro titraci, kdy se do ní postupně přidává roztok z byrety.
Zároveň se baňka hodí pro zahřívání roztoků či práci s těkavými látkami, neboť zúženým hrdlem uniká omezené množství par. Pokud jsou výpary horké, kondenzují v horní části baňky. Ze stejného důvodu lze baňku využít i na rekrystalizaci. 
Erlenmeyerovy baňky jsou, stejně jako kádinky, nespolehlivé pro měření objemu. Typická přesnost uvedených značek je ±5 %.

### V biologii
Hlavním využitím Erlenmeyerovy baňky v biologických laboratořích je příprava mikrobiálních kultur. 